# Johanna Wanka
Johanna Wanka, née Müller le 1er avril 1951 à Großtreben-Zwethau, en Allemagne de l'Est, est une femme politique allemande membre de l'Union chrétienne-démocrate d'Allemagne (CDU), ministre fédérale de l'Éducation et de la Recherche de 2013 à 2018.
Après avoir mené une carrière de chercheuse dans le domaine des mathématiques, elle devient, en 2000, ministre de la Science du Land de Brandebourg. Ayant rejoint, en 2001, la CDU, elle est nommée, en 2008, vice-ministre-présidente du gouvernement régional, tout en étant élue à la direction du parti dans le Land.
Après les élections régionales de 2009, elle prend la tête de l'opposition au Landtag. Toutefois, elle quitte le territoire et toutes ses fonctions en 2010, à la suite de son entrée au gouvernement du Land de Basse-Saxe, en tant que ministre de la Science.
En 2013, à quelques mois des élections fédérales, elle est choisie comme nouvelle ministre fédérale de l'Éducation, du fait de la démission d'Annette Schavan.

## Biographie

### Formation
Entre 1958 et 1966, elle suit sa scolarité à l'école secondaire polytechnique de Großtreben-Zwethau, puis elle intègre, jusqu'en 1970, l'école secondaire avancée de Torgau, où elle accomplit une formation de technicienne agricole.
Elle devient ensuite étudiante à l'université de Leipzig, où elle est diplômée en mathématiques en 1974.

### Chercheuse en mathématiques
Elle obtient aussitôt un poste d'assistante de recherche à l'école supérieure technique de Leuna-Mersebourg, avant de décrocher un doctorat de mathématiques en 1980. En 1985, elle est promue assistante principale de recherche.
Au cours de l'année 1989, elle prend part aux mouvements citoyens en République démocratique allemande (RDA) et à la fondation du Nouveau Forum (NF). Élue, en 1990, à l'assemblée d'arrondissement (Kreistag) de Mersebourg, elle rejoint, trois ans plus tard, l'université de sciences appliquées de Mersebourg pour y occuper un poste de professeur des universités en ingénierie mathématique.
Elle se retire de la vie politique en 1994, quand elle est élue rectrice de l'université.

### Ministre de la Science du Brandebourg
Le 17 octobre 2000, la CDU, dont elle n'est pas membre, la choisit comme nouvelle ministre de la Science, de la Recherche et de la Culture du Brandebourg. Elle entre alors au sein du cabinet de grande coalition du social-démocrate Manfred Stolpe. Elle adhère au parti chrétien-démocrate en 2001 et est maintenue dans ses fonctions l'année suivante, quand Matthias Platzeck succède à Stolpe en cours de mandat.

### Ascension dans le Brandebourg
Elle fait son entrée au comité directeur régional de la CDU en mai 2003 et se fait élire, en décembre suivant, présidente du parti dans l'arrondissement de Dahme-Forêt-de-Spree. Aux élections régionales de 2004, elle est élue députée au Landtag grâce au scrutin de liste, ayant échoué à conquérir la circonscription Dahme-Spreewald III, avec 23,7 % des voix. Le 13 octobre, elle est reconduite dans ses fonctions ministérielles.
Devenue, en janvier 2007, vice-présidente de la CDU du Brandebourg, elle prend l'intérim de la direction le 29 octobre 2008, à la suite de la démission d'Ulrich Junghanns. En conséquence, le 4 novembre, elle est nommée vice-ministre-présidente du gouvernement de Platzeck. À l'occasion d'un congrès extraordinaire, qui se tient le 17 janvier 2009, elle est effectivement élue présidente régionale du parti.
Aux élections régionales du 27 septembre 2009, elle échoue de nouveau à remporter la circonscription Dahme-Spreewald III, mais avec 27,1 % des voix, elle se place juste derrière la gagnante, à 0,4 points près. Platzeck ayant décidé de s'allier avec Die Linke et former une coalition rouge-rouge, elle devient la chef de l'opposition au Landtag, où elle a été réélue au scrutin de liste.

### Passage en Basse-Saxe
Elle se retire de la vie politique du Brandebourg le 27 avril 2010, quand Christian Wulff la nomme ministre de la Science et de la Culture dans le gouvernement régional de Basse-Saxe. Saskia Ludwig la remplace alors à la tête de la CDU et du groupe parlementaire dans son ancien Land. Le 1er juillet suivant, David McAllister prend la succession de Wulff et la confirme dans ses fonctions. Elle ne se présente pas aux élections régionales du 20 janvier 2013, au cours desquelles l'opposition remporte la majorité d'un siège seulement.

### Montée au niveau fédéral
Le 9 février 2013, Angela Merkel annonce sa prochaine nomination comme ministre fédérale de l'Éducation et de la Recherche en remplacement d'Annette Schavan, titulaire du poste depuis 2005 et contrainte à la démission à la suite d'une affaire de plagiat de sa thèse doctorale. Elle prend ses fonctions cinq jours plus tard, après avoir prêté serment devant le président Joachim Gauck. Elle est reconduite dans ses fonctions le 17 décembre 2013, dans le cabinet Merkel III.

### Vie privée
Mariée au professeur de mathématiques appliquées Gert Wanka, elle est mère de deux enfants.